# 黄兴镇
黄兴镇是中华人民共和国湖南省长沙市长沙县下辖的一个镇，位于长沙县南部。黄兴镇地处长沙市东南，浏阳河畔，是辛亥革命伟人黄兴先生、共和国开国元勋许光达的家乡，具有深厚的文化底蕴、丰富的人文资源、秀美的自然风光和良好的区位优势。地缘上，黄兴镇北与榔梨镇、干杉乡、江背镇接壤，西与芙蓉区东岸乡、黎托乡为邻，南连跳马乡，东南部与浏阳市柏加镇交界，全镇总面积84平方公里，总人口50,336人；辖11个村、2个社区；政府驻接驾岭社区。2012年共完成区域内财税总收入9122万元，完成财政基础税源总收入5156万元；完成一般预算收入1632万元；完成固定资产投资15亿元；实现人均可支配收入19600元。

## 历史
黄兴镇因民国元勋人物黄兴出生地而得名。今黄兴镇在1995年长沙地区撤区并乡镇之前属榔梨区黄兴镇（原高塘乡）和仙人市乡地域，1995年，二乡镇合并组建黄兴镇。
2004年村级区划调整，调整之前为22个村、2个社区，分别为座寺村、沿江村、早禾村、竹山村、仙人村、长冲村、兰田村、鹿芝村、杨梅村、榨山村、双桥村、新冲子村、新乐村、双坪村、卷塘村、杨托村、金凤村、桂花村、太平村、荣河村、金艳村和兰园村，接驾岭、长轴2个社区；区划调整后为11个村、2个社区。
2015年11月19日，将黄兴镇和干杉镇成建制合并设立黄兴镇。

## 区划
黄兴镇下辖以下地区：
- 2个社区：接驾岭社区、长轴社区；
- 11个村：沿江山村、仙人市村、蓝田村、鹿芝岭村、打卦岭村、黄兴村、金凤村、光达村、太平村、荣河村和高塘村。

黄兴镇现辖：
接驾岭社区、沿江山村、仙人市村、蓝田新村、鹿芝岭村、打卦岭村、黄兴新村、金凤村、光达村、太平村、荣河村和高塘村。

## 交通

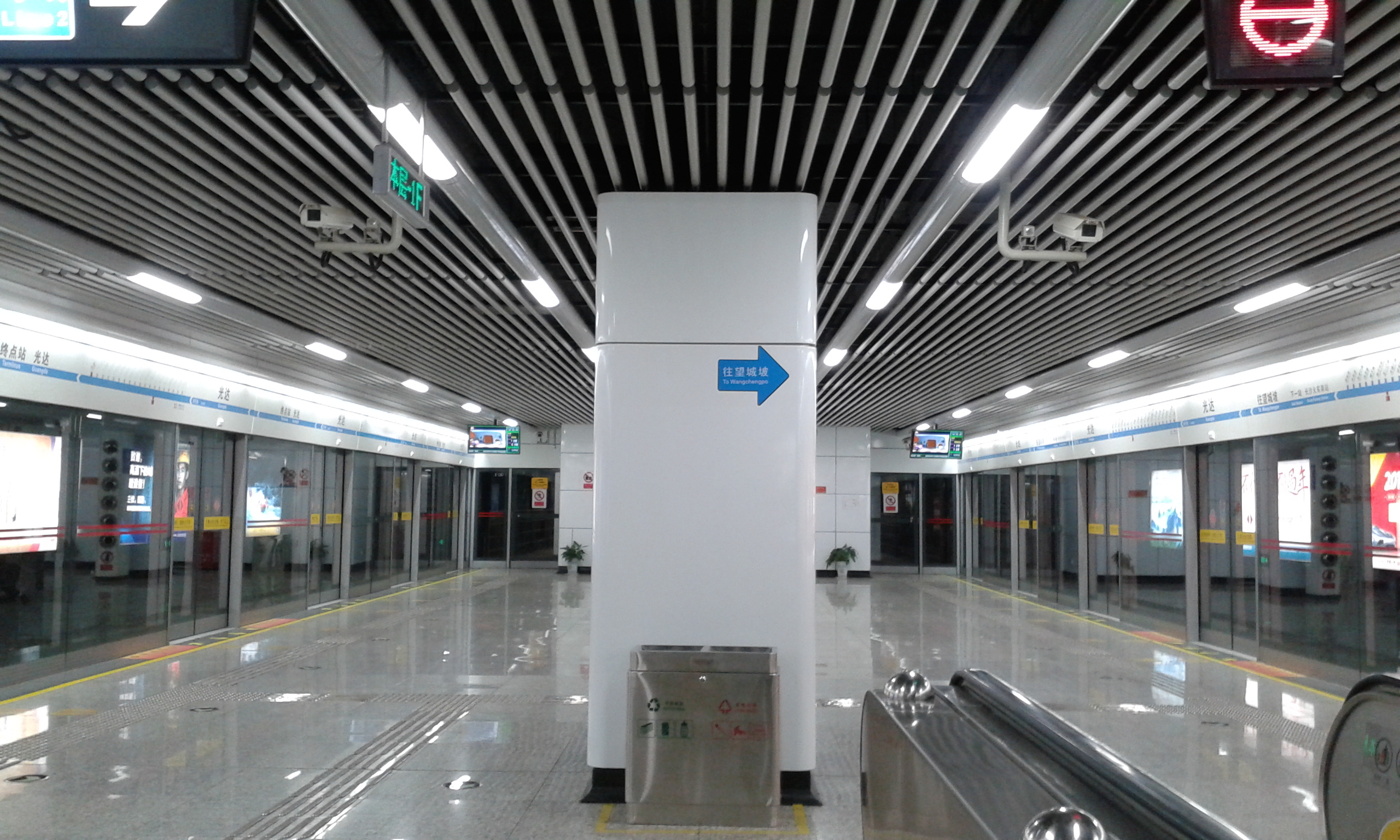
光达站站台

黄兴镇位于长沙高铁站点浏阳河以东，占地84平方公里，其中长沙绕城高速以内50平方公里，是今后长沙东部最重要的区域之一。被浏阳河三面环抱的黄兴镇，西与京广高铁、沪昆高铁交汇的新长沙南站隔河相望；东接黄花机场；镇内黄江公路已通过黄兴大桥与市区香樟路完成对接；已经通车的长株高速、正在紧张施工的长沙市三环线在镇内交汇；长沙地铁2号线在长沙县唯一的一个站点光达站和黄兴车辆段就位于镇内光达村，并将通过轻轨连接继续向东延伸；市区劳动路东延线，劳动东路浏阳河大桥也即将通车，星沙城区黄兴大道南延线业已开工。市区湘府路与星沙城区东四、东六、东十线都将延长到黄兴镇。纵横交错的城市路网将使黄兴镇与长沙市区和星沙城区完全融为一体。

## 经济
黄兴镇的农业经济以花木蔬菜为主，全镇花卉苗木种植面积达5万亩，年销售总额过4亿元；蔬菜种植总面积2.28万亩，年产值2.5亿元，鲜菜供应量占长沙市供应总量的1/3。